# Hvalfjarðarsveit
Hvalfjarðarsveit è un comune islandese della regione di Vesturland.